# نديم كريم المقصوصي
نديم كريم المقصوصي؛ مواليد 1 يناير 1989 في العراق، هو لاعب كرة قدم عراقي يلعب لمنتخب العراق لكرة القدم كلاعب وسط.

## روابط خارجية
- نديم كريم المقصوصي على موقع ناشيونال فوتبول تيمز (الإنجليزية)
- نديم كريم المقصوصي على موقع Soccerway.com (الإنجليزية)